# DN17
DN17 este un drum național din România, care face legătura între Transilvania și Bucovina (având legături în continuare cu Moldova) peste Carpații Orientali, prin Pasul Tihuța, în stațiunea turistică Piatra Fântânele, județul Bistrița-Năsăud. Peste Obcinele Bucovinei trece prin Pasul Mestecăniș.
DN17 leagă localitățiile Dej și Suceava, traseul său de 252 km trecând prin Beclean, Bistrița, Vatra Dornei, Câmpulung Moldovenesc, Gura Humorului, Suceava. 